# خسرو كوران
خسرو گوران هو سياسي وأديب عراقي كردي وقيادي في الحزب الديمقراطي الكردستاني.

## ولادته ونشأته
ولد خسرو گوران عام 1960 في قصبة بردرش التي كانت تتبع لمحافظة نينوى سابقًا (التابعة حاليًا لمحافظة دهوك في اقليم كردستان العراق). انضم گوران إلى صفوف الحزب الديمقراطي الكردستاني الذي كان مصطفى البارزاني يترأسه وهو في السادسة عشر من العمر ثم التحق بصفوف مقاتلي الحزب (البیشمرگه)، وهو لم يتجاوز الثامنة عشر من عمره وسافر بعد مكوث سنتين في الجبال إلى مملكة السويد في 1980 لإكمال دراسته. عمل في اللجنة المحلية في السويد وحصل على عدة شهادات جامعية في المجال الاقتصادي والسياسي. بعد طرد القوات النظامية العراقية في مناطق عدة من كردستان عمل مديرا عاما للديوان في البرلمان الكردي الذي كان يرأسه جوهر نامق سالم.

## مؤلفاته
له العديد من الكتب والمقالات باللغات الكردية والعربية والسويدية منها:
- كوردستان عبر أزمنة التأريخ، تاريخ النشر 1992.
- الأكراد في محافظة نينوى (بالكردية)، نشر في 2001.

استخدم فيما بعد كمصدر مهم بأمور تعلقت بجغرافية وسكان الموصل والمادة 140 الدستورية الخاصة بالمناطق المتنازعة عليها بين اربيل وبغداد. كما نشر له عدد من الكتب بحثت الحركات الكردية عندما كان عضوا بارزا في مكتب الدراسات والبحوث التابعة للحزب.

## تواجده في الموصل
برز ظهوره بشكل كبير عندما شغل منصب نائب محافظ نينوى من 2003 إلى 2009 وأيضا انيطت اليه في تلك الفترة مهام مسؤولية الفرع 14 للحزب الديمقراطي (فرع نينوى) بعد سقوط نظام صدام وحتى سنة 2011.
اتسمت فترة وجوده بالموصل باصعب فترات تاريخ الموصل الحديث بسبب الاضطرابات التي شهدتها المدينة من قتل وتخريب وتفجيرات قتلت خلالها الآلاف من مواطني الموصل وشخصيات مهمة منهم المحافظ السابق أسامة كشمولة والعديد من أعضاء مجلس المحافظة وقيادات حزبية وضباط ذات رتب عالية من قبل أنصار حزب البعث المنحل وجماعات مسلحة متطرفة. تعرض كوران أيضا عدة مرات إلى محاولات الاغتيال والتي أدت إلى استشهاد عدد من حراسه واقرباءه. ونظرا لكثرة محاولات الاغتيال وتكرارها وصفه البعض بصاحب اجرأ وظيفة في اخطر مدينة بالعراق.
اعتبره الكثير من سكان نينوى كحامي لحقوق الأكراد والأقليات في الموصل بالإضافة إلى العرب المتقاربين مع الأكراد، فيما راه الآخرين كالبعثيين والقوميين كتهديد ضد الموصل وعملوا على اغتياله عدة مرات. للعلم ظل كوران في منصبه طيلة تلك الفترة المذكورة في الموصل، عقبها عمليتين انتخابيتين، رغم تغيير المحافظ ثلاث مرات. وصف البعض بقاء كوران في منصبه دليل على قوة البارتي والبرزاني في المنطقة ومدى تفاعل الأكراد والاقليات في الموصل معهم.
ترأس كوران أثناء وجوده في الموصل أيضا قائمة نينوى المتآخية (ضمت معظم الأحزاب الكردية بالإضافة إلى شخصيات عربية، مسيحية وتركمانية) التي حصلت على 12 مقعدا من مجموع 34 و3 مقاعد للأقليات في انتخابات مجلس محافظة نينوى عام 2009 وجاءت في المرتبة الثانية بعد قائمة الحدباء التابعة لأسامة النجيفي. وقامت أعضاء القائمة بمقاطعة المجلس حتى عام 2012 بسبب استحواذ قائمة الحدباء على كل المناصب الرئيسية في المحافظة فقاطعت أيضا 16 وحدة إدارية في محافظة نينوى معظمها تخضع للمادة 140 من الدستور العراقي المتعلقة بالمناطق المتنازع عليها بين المركز والإقليم تقطنها غالبية كردية (سنية، شبكية كاكائية وايزيدية) ومسيحية والتي أدت عمليا إلى انقسام المحافظة بشكل عملي إلى جزئين.

## إصدار المجلات والجرائد
نظرا لخلفيته الادبية والثقافية والسياسية عمل گوران على إصدار عدد من الجرائد والمجلات. فهو اليوم صاحب امتياز مجلة خازر الكردية والتي تعتبر أول مجلة أو جريدة ثقافية تصدر في بردرش وكذلك كان صاحب امتياز جريدة الحقيقة ومجلة المرأة الصادرتين في الموصل. وهو حسب بعض المصادر كان الرئيس الفخري لنادي بردرش الرياضي لأنه كان أول من أسس النادي الرياضي المذكور.

## تواجده في بغداد
رشح بعد انتخابات 2010 لمنصب وزارة التجارة العراقية التي كانت من حصة حزبه. ترأس قائمة الحزب الديمقراطي الكوردستاني لانتخابات البرلمان العراقي في 20 نيسان 2014 ووهو كان مرشحا عن محافظة دهوك من بين 22 مرشحا للحزب.حصل كوران على الأصوات الكافية (30000 صوت) لوصوله إلى البرلمان وحصل الحزب الديمقراطي عموما على 25 مقعدا مع 4 مقاعد للأقليات وكان مرشح الحزب لمنصب نائب رئيس پرلمان الا ان المهام انيطت إلى مرشح آخر من حزب گوران التابعة لنوشيروان مصطفى بعد تنازل الحزب الديمقراطي ثم رشح أيضا لمناصب وزارية منها وزارة التجارة والمالية العراقية. تراس گوران الكتلة الكردية في البرلمان العراقي من 2014 إلى 2017 ثم استقال من منصبه للتفرغ للعمل الحزبي.